# 楠見尚己
楠見 尚己（くすみ なおみ、1954年6月17日 - ）は、日本の声優、俳優。福岡県出身。マウスプロモーション所属。

## 来歴
日本大学卒業。
1978年に劇団青年座実習科出身。夢工房を経て、1999年からマウスプロモーションに所属。

## 人物
洋画の吹き替えではジョン・グッドマンをほぼ専属で担当。ブルース・マッギル、ブレンダン・グリーソン、リチャード・ポートナウなども多く担当している。
柔道・剣道・空手、それぞれ二段の実力を持つ。娘は同じく声優の楠見藍子である。
福岡県出身であることから、演技でも『龍が如く5 夢、叶えし者』の中嶋洋太郎役などで博多弁を用いるケースがある。

## 出演
太字はメインキャラクター。

### テレビアニメ
1999年
- トラブルチョコレート（マカロニ）

2000年
- 学校の怪談（校長先生 他）
- 真・女神転生デビチル（イフリート）
- 陽だまりの樹（阿部正弘）

2001年
- キャプテン翼（オランダ会長）
- グラップラー刃牙（徳川光成、木戸刑事 他）
- Z.O.E Dolores, i（テロリスト）
- パチスロ貴族 銀（日野出）
- バンパイヤン・キッズ（グランパ）
- ヒカルの碁（一柳棋聖、曽我 他）

2002年
- アクエリアンエイジ Sign for Evolution（森田）
- 犬夜叉（陰陽師）
- 王ドロボウJING（グラッパ）
- 攻殻機動隊 STAND ALONE COMPLEX（ザイツェフ）
- サイボーグ009 THE CYBORG SOLDIER（磯野教授、大統領）
- 超GALS!寿蘭（オーナー）
- 爆闘宣言ダイガンダー（キョウゾウ）
- パタパタ飛行船の冒険（マルスネー、ダラン）
- バロムワン（木戸麟太郎）

2003年
- WOLF'S RAIN（ザリ）
- OVERMANキングゲイナー（作業員A）
- スクラップド・プリンセス（アテネイターズ）
- 探偵学園Q（江上刑事）

2004年
- あたしンち（2004年 - 2009年、店長、船長、電気屋店主、運転手）
- お伽草子（赤鬼）
- GANTZ（徳川夢想）
- 今日からマ王!（ボス）
- SAMURAI 7（人足）
- 火の鳥（火壇）
- 無人惑星サヴァイヴ（ベルの父）
- 名探偵コナン（2004年 - 2023年、辺見広行、中紙功男、近藤洋介、家坂、楠本隆平、火野辰男、小沼正三、酒井警部、吉本三郎、土岐新太郎、山内勲 他）

2005年
- UG☆アルティメットガール（仏像怪獣・大仁王）
- おくさまは女子高生（校長先生）
- かみちゅ!（政治家）
- ギャラリーフェイク（ルイス・バッソー）
- 甲虫王者ムシキング 森の民の伝説（ブー）
- タイドライン・ブルー（キング）
- ToHeart2（ダニエル）
- ドラえもん（テレビ朝日版第1期）（力士）
- ドラえもん（テレビ朝日版第2期）（2005年 - 2024年、ジャイアンの伯父、アッカンベーダー、大統領、いかつい男、ドンパ 他）
- 忍たま乱太郎（2005年 - 2017年、大間賀時曲時、藤五郎、ドクササコのすご腕忍者〈2代目〉、敏保緋真魚、辰村竜〈2代目〉 他）
- ブラック・ジャック（2005年 - 2006年、監督、上司）
- 冒険王ビィト エクセリオン（ハーデン）
- MAJOR 1st season（大久保）
- ONE PIECE（2005年 - 2016年、ジェリー、署長、海王類〈シャクレ〉、マッハバイス）

2006年
- 怪 〜ayakashi〜 四谷怪談（伊藤喜兵衛）
- クレヨンしんちゃん（2006年 - 2020年、男性客、ゆきこ、白ぶりぶり、ペリー、郷留堂、白八木一筋 他）
- コヨーテ ラグタイムショー（頭取）
- 結界師（ケーキ屋の主人）
- 史上最強の弟子ケンイチ（トール）
- 人造昆虫カブトボーグ V×V（2006年 - 2007年、米田稲造）
- 009-1（ダブル・ゴメス）
- 出ましたっ!パワパフガールズZ（カメラモンスター、姫子の父）
- 働きマン（喜多嶋英一）
- 祝!(ハピ☆ラキ)ビックリマン（大魔）
- ふたりはプリキュア Splash Star（日向大介）
- Project BLUE 地球SOS（オデンワルド）
- 妖怪人間ベム -HUMANOID MONSTER BEM-（署長）

2007年
- アイドルマスター XENOGLOSSIA（エージェント）
- きらりん☆レボリューション（肥口高捨）
- ゲゲゲの鬼太郎（第5作）（2007年 - 2009年、夜行さん、火取魔、死神所長、大天狗、村長、所長、まゆみの父）
- 恋する天使アンジェリーク 〜かがやきの明日〜（警部）
- 獣神演武 -HERO TALES-（王鉛）
- 精霊の守り人（モン）
- 逮捕しちゃうぞ フルスロットル（秘書）
- D.Gray-man（アクマA）
- RED GARDEN（警察部長）

2008年
- カオス;ヘッド -CHAOS;HEAD-（豬鼻康三）
- キクちゃんとオオカミ（父親）
- キャシャーン Sins（ドルー、ロボット）
- クリスタル ブレイズ（ローレンス）
- ゴルゴ13（司会者）
- スレイヤーズREVOLUTION（海賊A）
- 全力ウサギ（町内会長）
- ねぎぼうずのあさたろう（たねいもの文蔵）
- のらみみ2（ライオネル）
- ポルフィの長い旅（トニー）

2009年
- アラド戦記〜スラップアップパーティー〜（武器屋の親父、ベック）
- エグザムライ戦国（ヨウザン）
- ご姉弟物語（2009年 - 2010年、課長、猪熊）
- スティッチ!（2009年 - 2015年、ホネホネ竜、キックス、本物校長、ファジー、小隊長） - 2シリーズ + 特別編
- ティアーズ・トゥ・ティアラ（ドルウク）
- 花咲ける青少年（オーギュスト）

2010年
- 荒川アンダー ザ ブリッジ（鈴木）
- 怪談レストラン（校長）
- サザエさん（2010年 - 2013年、知人、敬水、橋本和美）
- GIANT KILLING（ダルファー）
- それでも町は廻っている（亀田先生）
- 戦う司書 The Book of Bantorra（シャーロット）
- テガミバチ REVERSE（ハリ・トーノフ）

2011年
- 青の祓魔師（洋平の父）
- うたの☆プリンスさまっ♪ マジLOVE1000%（逸見）
- 大人女子のアニメタイム「川面を滑る風」
- 境界線上のホライゾン（2011年 - 2012年、本多・忠勝） - 2シリーズ
- GOSICK -ゴシック-（ガルニエ）
- NARUTO -ナルト- 疾風伝（2011年 - 2017年、親方、朧）
- Fate/Zero（フィン・マックール）

2012年
- イナズマイレブンGO クロノ・ストーン（クロスワード・アルノ）
- エウレカセブンAO（カネシロ・カズユキ）
- ジョジョの奇妙な冒険（切り裂きジャック）
- 聖闘士星矢Ω（学園長代理）
- ZETMAN（加部衛）
- まじっく快斗（近藤館長）

2013年
- 義風堂々!! 兼続と慶次（直江景綱）
- ぎんぎつね（才丸）
- キングダム（2013年 - 2022年、廉頗） - 3シリーズ
- 黒魔女さんが通る!!（スノー魔）
- GON -ゴン-（ホウホウ）
- 探検ドリランド（団長）
- BLAZBLUE ALTER MEMORY（タカマガハラシステムA）
- よんでますよ、アザゼルさん。Z（野呂三平）

2014年
- キャプテン・アース（神田タカシ）
- 風雲維新ダイ☆ショーグン（グラバー）

2015年
- GATE 自衛隊 彼の地にて、斯く戦えり（董徳愁）
- 新妹魔王の契約者 BURST（ベルフェゴール）

2016年
- ねじ巻き精霊戦記 天鏡のアルデラミン（ハザーフ・リカン）
- 機動戦士ガンダムUC RE:0096（バンクロフト）
- ジョジョの奇妙な冒険 ダイヤモンドは砕けない（虹村父）

2017年
- 鬼平（甚右衛門）
- 幼女戦記（シュライゼ）
- TRICKSTER -江戸川乱歩「少年探偵団」より-（浪越敬一郎）
- CHAOS;CHILD（渋谷区長）
- サクラクエスト（四ノ宮貴之）
- 夏目友人帳 陸（センキ）
- 十二大戦（異能肉の父）
- このはな綺譚（ネズミ親分、ねずみ親方、皐の父）
- 3月のライオン（校長）

2018年
- オーバーロードII（シャースーリュー・シャシャ）
- 博多豚骨ラーメンズ（王龍芳）
- 銀河英雄伝説 Die Neue These 邂逅（エルラッハ）
- おしりたんてい（2018年 - 2023年、ホーホーはかせ）
- レイトン ミステリー探偵社 〜カトリーのナゾトキファイル〜（オズワルド・ブレイムス）
- 鹿楓堂よついろ日和（桜田文彦）
- アンゴルモア 元寇合戦記（名越時章）
- 深夜!天才バカボン（部長）
- ISLAND（ネハン・オハラ）
- DOUBLE DECKER! ダグ&キリル（署長）
- からくりサーカス（電話の男）
- ユリシーズ ジャンヌ・ダルクと錬金の騎士（タルボット）

2019年
- 魔法少女特殊戦あすか（ラリー・アイアンサイド）
- ちびまる子ちゃん（オヤジ）
- 真・中華一番!（クァン）
- 歌舞伎町シャーロック（2019年 - 2020年、セバスチャン・モラン）
- 僕のヒーローアカデミア（2019年 - 2024年、八斎會組長、アメリカ大使、大統領） - 3シリーズ

2020年
- 恋する小惑星（遠藤昇）
- ゲゲゲの鬼太郎（第6作）（天邪鬼）
- BORUTO-ボルト- NARUTO NEXT GENERATIONS（ショジョジ）
- アイドリッシュセブン Second BEAT!（ゼロアリーナ総支配人）
- のりものまん モービルランドのカークン（ビッグ）
- ストライクウィッチーズ ROAD to BERLIN（オスカー・ニースン・ブラッドレー）
- 魔法科高校の劣等生 来訪者編（マルテ）
- 進撃の巨人（ライナー父）

2021年
- 回復術士のやり直し（ゴルドマン）
- SDガンダムワールド ヒーローズ（ベンジャミンV2ガンダム）
- 出会って5秒でバトル（桐生和人）
- 結城友奈は勇者である -大満開の章-
- 異世界食堂2（ラウリ）

2022年
- リーマンズクラブ（日枝礼二）
- 可愛いだけじゃない式守さん（和泉明貞）
- もっと!まじめにふまじめ かいけつゾロリ（ボルト）
- 黒の召喚士（ダン・ダルバ）
- BLEACH 千年血戦篇（2022年 - 2024年、兵主部一兵衛） - 3シリーズ

2023年
- ジョジョの奇妙な冒険 ストーンオーシャン（チョコ屋）
- Buddy Daddies（園長）
- 転生貴族の異世界冒険録〜自重を知らない神々の使徒〜（マグナ）
- Lv1魔王とワンルーム勇者（ガルモフ大佐）
- レベル1だけどユニークスキルで最強です（試験官）
- ゾン100〜ゾンビになるまでにしたい100のこと〜（熊野勝）
- 『ヒプノシスマイク-Division Rap Battle-』Rhyme Anima +（波羅夷灼空）
- SHY（ドクター・シュヴァルツ）
- ニンジャラ（社長）
- るろうに剣心 -明治剣客浪漫譚- (2023)（石津泥庵）
- キボウノチカラ〜オトナプリキュア'23〜（日向大介）
- 聖剣学院の魔剣使い（ドルオーグ）

2024年
- 烏は主を選ばない（玄哉）
- 魔王学院の不適合者 II 〜史上最強の魔王の始祖、転生して子孫たちの学校へ通う〜（ゼルセアス・アンガート）
- Unnamed Memory（ネサン）
- オーイ!とんぼ（2024年 - 2025年、有働、校長、有働九五郎） - 2シリーズ
- ダンジョンの中のひと（ランガド）
- ラーメン赤猫（ピエトロ・ロマーリオ）
- 狼と香辛料 MERCHANT MEETS THE WISE WOLF（フランツ・シュティングハイム）
- ドラゴンボールDAIMA（カダン王）

2025年
- Übel Blatt〜ユーベルブラット〜（大僧正）
- ドラゴンボールDAIMA（カダン王）
- トリリオンゲーム（瓦テレビ社長）
- 勘違いの工房主〜英雄パーティの元雑用係が、実は戦闘以外がSSSランクだったというよくある話〜（ガルゲール）
- ウマ娘 シンデレラグレイ（トレーナー）

### 劇場アニメ
2000年代
- いのちの地球 ダイオキシンの夏（2001年、ジーノ）
- WXIII 機動警察パトレイバー（2002年）
- ぼくの孫悟空（2003年、太白金星）
- 劇場版xxxHOLiC 真夏ノ夜ノ夢（2005年）
- 映画ドラえもん のび太の恐竜2006（2006年、手下A）
- ブレイブ・ストーリー（2006年、風雪の神将）
- 映画ドラえもん のび太と緑の巨人伝（2008年、兵）
- クレヨンしんちゃん オタケベ!カスカベ野生王国（2009年、氷川台きよし）

2010年代
- クレヨンしんちゃん 超時空!嵐を呼ぶオラの花嫁（2010年、ジャンク屋）
- ジュノー（2010年、院長）
- 映画ドラえもん のび太の人魚大海戦（2010年、運転手）
- 映画ドラえもん 新・のび太と鉄人兵団 〜はばたけ 天使たち〜（2011年、貴族ロボット）
- 劇場版イナズマイレブンGO vs ダンボール戦機W（2012年、クロスワード・アルノ）
- BUDDHA2 手塚治虫のブッダ -終わりなき旅-（2014年、ブブ大臣）
- 氷川丸ものがたり（2015年、各務原茂雄）
- 宇宙戦艦ヤマト2202 愛の戦士たち（2018年、土方竜〈2代目〉）
- クレヨンしんちゃん 新婚旅行ハリケーン 〜失われたひろし〜（2019年、オオカブト）
- ぼくらの7日間戦争（2019年、千代野秀雄）

2020年代
- リョーマ! The Prince of Tennis 新生劇場版テニスの王子様（2021年、ベイカー）
- 映画おしりたんてい シリアーティ（2022年、ホーホーはかせ）
- 機動戦士ガンダム ククルス・ドアンの島（2022年、ゴップ）
- 機動戦士ガンダムSEED FREEDOM（2024年）

### OVA
- こすぷれCOMPLEX（2002年、住職）
- ToHeart2ad（2008年、ダニエル）
- COBRA THE ANIMATION コブラ タイム・ドライブ（2009年、ギロス）
- 機動戦士ガンダムUC（2010年、バンクロフト[33]）
- 機動戦士ガンダム THE ORIGIN（2016年 - 2018年、ゴップ） - 2019年に再編集作品『THE ORIGIN 前夜 赤い彗星』テレビ放送

### Webアニメ
2015年
- ニンジャスレイヤー フロムアニメイシヨン（アンサラー）

2017年
- ブレードランナー ブラックアウト2022（ミサイル管制室上官）
- マウスどうぶつえん（2017年 - 、ゾウのなおみ）

2019年
- ケンガンアシュラ（2019年 - 2023年、坂東洋平） - 2シリーズ

2020年
- 無限の住人-IMMORTAL-（伴殷六）
- マウスどうぶつえん名作劇場（2020年、ゾウのなおみ）
- 日本沈没2020（橘和巳）

2022年
- TIGER & BUNNY 2（バッカス）
- 鎮西八郎為朝（2022年 - 2023年、役人、敵将、村人）

2024年
- 餓狼伝: The Way of the Lone Wolf（里見）
- T・Pぼん（シャーマン）

2025年
- BULLET/BULLET（元首）

### ゲーム
1998年
- サウンドノベル 街（カバ沢）

1999年
- 街 〜運命の交差点〜（カバ沢）

2000年
- サンライズ英雄譚R（ジオン士官、ギルガメス兵、ドン・スラーゼン）
- スパイロ×スパークス トンでもツアーズ（職人、水の魔道士、的屋 他）
- ラグナキュール レジェンド（グラント）
- 立体忍者活劇 天誅 弐（戸田義貞）

2001年
- 鬼武者（オズリック）
- サクラ大戦3 〜巴里は燃えているか〜（ギャングのボス）
- サンライズ英雄譚2（ドン・スラーゼン、アクシズ男性士官）
- スカイガンナー（アルディ）
- デ・ジ・キャラット ファンタジー

2002年
- Kingdom Under Fire（ルパート）
- ヒカルの碁 院生頂上決戦（曽我）

2003年
- イースI・II エターナルストーリー（ドギ）
- 鬼武者 無頼伝（オズリック）
- オペレーターズサイド（リオの父）
- 怪盗スライ・クーパー（クロックヴェルク）
- GALAXY ANGEL Moonlit Lovers（レゾム・メア・ゾム）
- 侍道2（黒羽三河守義隆）
- デ・ジ・キャラット ファンタジー エクセレント
- ドラッグオンドラグーン
- ルパン三世 海に消えた秘宝（コスタス）
- ワイルドアームズ アルターコード:エフ

2004年
- SDガンダムフォース 大決戦!次元海賊デ・スカール!!（クチクチ）
- 3年B組金八先生 伝説の教壇に立て!（田沼貴一）
- 探偵 神宮寺三郎 KIND OF BLUE（九鬼保孝）
- テイルズ オブ リバース（フランツ）
- ToHeart2（ダニエル〈長瀬 源蔵〉）
- ブラッディロア4（リョウホウ）
- フルハウスキス（吉田和久）
- Halo 2（タルタロス）

2005年
- ゴッド・オブ・ウォー（ポセイドン、火葬兵士）
- スター・ウォーズ エピソード3/シスの復讐（メイス・ウィンドウ、ニモーディアン・ガード、ルーン・ハーコ）
- 戦国BASARA（兵士 他）
- テイルズ オブ ジ アビス（ファブレ公爵）
- フェイブル
- ラチェット&クランク4th ギリギリ銀河のギガバトル（グリーマン・ヴォックス）
- 龍が如く（嶋野太）
- ローグギャラクシー（アレクト・ローゼンカスター、ファントムロード・ローガン）
- ワイルドアームズ ザ フォースデトネイター

2006年
- 神業-KAMIWAZA-（火付盗賊改・御頭）
- 聖剣伝説4（ガイア）
- 戦国BASARA2（兵士 他）
- 街 〜運命の交差点〜 特別篇（カバ沢）
- 龍が如く2（嶋野太、戸部）
- ワイルドアームズ ザ フィフスヴァンガード

2007年
- エースコンバット6 解放への戦火（バラクーダリーダー）
- CRYSIS（ストリックランド）
- ゴッド・オブ・ウォーII 終焉への序曲（プロメテウス、アトラス）
- ジェットインパルス（ケン・フドー）
- 史上最強の弟子ケンイチ 激闘! ラグナレク八拳豪（トール）
- 神曲奏界ポリフォニカ3&4話完結編（サンテラ・ボルゾン）
- 戦国BASARA2 英雄外伝（兵士 他）
- マナケミア 〜学園の錬金術士たち〜（ベルンハルト・ティーク）
- マブラヴ ALTERED FABLE（陸軍少将）

2008年
- アーマード・コア フォーアンサー（ローディー 他）
- CHAOS;HEAD（豬鼻康三）
- 侍道3（藤森兵、野武士、村人、町人）
- ティアーズ・トゥ・ティアラ 花冠の大地（ドルウク）
- PRISM ARK -AWAKE-

2009年
- ウィザードリィ 囚われし魂の迷宮（酒場のブーザー）
- クレヨンしんちゃん 嵐を呼ぶ ねんどろろ〜ん大変身!
- スターオーシャン4 -THE LAST HOPE-（スティーブ・D・ケニー、Ex）
- ファイナルファンタジー・クリスタルクロニクル クリスタルベアラー（バイガリ）

2010年
- ゴッド・オブ・ウォーIII（ピリタオス）
- スーパーストリートファイターIV（ダッドリー）
- スターオーシャン4 -THE LAST HOPE- INTERNATIONAL（スティーブ・D・ケニー、Ex）
- ダンテズ・インフェルノ 〜神曲 地獄篇〜（アリギエーロ、死神）
- ブレイズ・ユニオン（アランゼーム）
- コール オブ デューティ ブラックオプス（リチャード・ミルハウス・ニクソン）

2011年
- うみねこのなく頃に散 〜真実と幻想の夜想曲〜
- ガチトラ! 〜暴れん坊教師 in High School〜（浅見史郎）
- Kinect: ディズニーランド・アドベンチャーズ（クマどん）
- キャサリン（モーガン・コルテス）
- クレヨンしんちゃん 宇宙DEアチョー!? 友情のおバカラテ!!

2012年
- 機動戦士ガンダムUC（バンクロフト）※ダウンロードコンテンツ
- シェルノサージュ〜失われた星へ捧ぐ詩〜（ネプツール）
- 白華の檻 〜緋色の欠片4〜（藤原貞繁）
- ストリートファイター X 鉄拳（ダッドリー）
- 探偵 神宮寺三郎 復讐の輪舞（熊野参造）
- Dragon Age II（ヴァリック）
- バイオハザード オペレーション・ラクーンシティ（ハーレー）
- ファイアーエムブレム 覚醒（ヴァルハルト）
- 龍が如く5 夢、叶えし者（中嶋洋太郎）

2013年
- 境界線上のホライゾン PORTABLE（本多・忠勝）
- 白華の檻 〜緋色の欠片4〜 四季の詩（藤原貞繁）
- ディズニー インフィニティ（ジェームズ・P・サリバン / サリー）
- メトロ ラストライト（ウラジミール）
- 地球防衛軍4（要塞空母デスピナ艦長）

2014年
- ウルトラストリートファイターIV（ダッドリー）
- グランブルーファンタジー（2014年 - 2023年、カール）
- 地球防衛軍2 PORTABLE V2（要塞空母デスピナ艦長）
- マブラヴ オルタネイティヴ トータル・イクリプス（瀧元官房長官） - PC版
- ONE PIECE 超グランドバトル! X（マッハバイス）

2015年
- ウィッチャー3 ワイルドハント（男爵、ゾルタン）
- 戦魂 -SENTAMA-（武田信玄、斎藤道三）
- スーパーロボット大戦BX（ドン・スラーゼン）
- ドラえもん のび太の宇宙英雄記（イカーロス）
- ドラゴンクエストヒーローズ 闇竜と世界樹の城
- 龍が如く0 誓いの場所（嶋野太）
- Fallout 4（ファーザー / ショーン）
- 地球防衛軍4.1 THE SHADOW OF NEW DESPAIR（要塞空母デスピナ艦長）

2016年
- オーバーウォッチ（ロードホッグ）
- 逆転オセロニア（ガープ、氷竜・ユルルングル）
- スターオーシャン:アナムネシス（スティーブ・D・ケニー）
- ブレス オブ ファイア6 白竜の守護者たち（ハンゾウ）
- Mighty No. 9（バタリオン）
- 龍が如く 極（嶋野太）

2017年
- スターオーシャン4 -THE LAST HOPE- 4K & Full HD Remaster（スティーブ・D・ケニー、Ex）
- 大逆転裁判2 -成歩堂龍ノ介の覺悟-
- ディシディアファイナルファンタジー（エクスデス）
- 地球防衛軍5（EDF総司令官）
- 龍が如く 極2（嶋野太、戸部）
- クイズRPG 魔法使いと黒猫のウィズ（アンリ・イニス）

2018年
- ディシディア ファイナルファンタジー NT（エクスデス）
- 北斗が如く（ウイグル）
- キングスレイド（リカルド）
- デトロイト ビカム ヒューマン（ズラトコ・アンドロニコフ）
- ファイアーエムブレム ヒーローズ（2018年 - 2020年、ヴァルハルト、ネメシス、デュッセル）
- サガ スカーレット グレイス 緋色の野望（ローソン）
- 龍が如く ONLINE（嶋野太）
- ORDINAL STRATA -オーディナル ストラータ-（ロンブラン）

2019年
- デビルメイクライ5（キングケルベロス）
- ファイアーエムブレム 風花雪月（ネメシス）
- 幽☆遊☆白書 100%本気バトル（奇淋）
- ポケモンマスターズ（ヤーコン）
- AI: ソムニウム ファイル（世島綜）
- スターリンク バトル・フォー・アトラス（フォーチュン）

2020年
- キャプテン翼 RISE OF NEW CHAMPIONS（ディエゴ・バルバス）
- 真・女神転生III NOCTURNE HD REMASTER（ゴズテンノウ）

2021年
- 戦場のフーガ（ヴォン・バウム）

2022年
- トライアングルストラテジー（スヴァローグ・エスフロスト）

2023年
- なつもん! 20世紀の夏休み（ナガセさん）
- ドラゴンクエストモンスターズ3 魔族の王子とエルフの旅（三界魔王ザガンギエル）

2024年
- 龍が如く8（中嶋洋太郎）
- グランブルーファンタジー リリンク
- ファイナルファンタジーVII リバース

2025年
- 機動戦士ガンダム U.C. ENGAGE（ダン・オールディス）
- ドラゴンボールZ カカロット（カダン王）

### ドラマCD
- イケベン! 〜池澤くんと愉快な仲間たち〜（2）（田中巌）
- グランブルーファンタジー「救国の忠騎士」ディレクターズカット版（2016年、カール国王）
- 銀河鉄道の夜（鳥獲り）
- 彩おとこ（藤井沢公爵）
- 残酷な揺り籠（設楽明成）
- テイルズ オブ ジ アビス（ファブレ公爵）
- 東京魔人学園黄龍祭（執事）
- ヒプノシスマイク-Division Rap Battle-（2019年、波羅夷灼空）
- 百器徒然袋 風 五徳猫（小池宗五郎）
- ポーの一族 第3巻（大老ポー）
- MAUSU THEATER
- マスケティア・ルージュ 第2巻（ガエタン）
- ユリア100式（横山明〈店長〉）※ヤングアニマルあいらんど付属
- ロミオとジュリエット（キャピュレット）

### オーディオドラマ
- 永遠の0 オーディオブック（武田貴則）
- グランブルーファンタジー OTOCA（2016年 - 2017年、カール国王） - 2作品[注 1]

### デジタルコミック
- VOMIC 月華美刃（讃岐シシマロ）
- スライム聖女（2024年、スライムの里長[62]、おじさん執事[63]）

### 吹き替え

#### 担当俳優
ヴィンセント・ドノフリオ
- 消えない罪（ジョン・イングラム）
- ジャッジ 裁かれる判事（グレン・パーマー）
- マグニフィセント・セブン（ジャック・ホーン）
- Lift/リフト（デントン）

ジョン・グッドマン
- アトミック・ブロンド（エメット・カーツフェルド）
- インターンシップ（サミー・ボスコ）
- ヴァレリアン 千の惑星の救世主（アイゴン・サイラス）
- おさるのジョージ3/ジャングルへ帰ろう（ヒューストン）
- カーズ（ジェームズ・P・サリバン）
- ザ・ギャンブラー/熱い賭け（フランク）
- 人生の特等席（ピート・クライン）
- トランスフォーマー/ロストエイジ（ハウンド）
- トランスフォーマー/最後の騎士王（ハウンド）
- パトリオット・デイ（エド・デイヴィス）
- フライト（ハーリン・メイズ）
- ブラック・アース・ライジング（マイケル・エニス）
- ミケランジェロ・プロジェクト（ウォルター・ガーフィールド）
- モンスターズインク（ジェームズ・P・サリバン / サリー）※予告編のみ
- モンスターズ・ユニバーシティ（ジェームズ・P・サリバン / サリー）※予告編のみ
- モンスターズ・ワーク（ジェームズ・P・サリバン / サリー）
- ラマになった王様シリーズ（パチャ）
  - ラマになった王様
  - ラマになった王様2 クロンクのノリノリ大作戦
  - ラマだった王様 学校へ行こう!

スキップ・サダス
- エレメンタリー3 ホームズ&ワトソン in NY（ウィリアム・ハル）
- OZ/オズ（レニー・ブルアノ）
- クリミナル・マインド4 FBI行動分析課（スタン・ゴルディンスキー警部）
- サード・ウォッチ（ジョン・“サリー”・サリバン巡査）

スティーヴン・ヘンダーソン
- シビル・ウォー アメリカ最後の日（サミー）
- フェンス（ボノ）
- ものすごくうるさくて、ありえないほど近い（鍵屋）

デイヴ・バウティスタ
- ブッシュウィック-武装都市-（スチュープ）
- マーベル・シネマティック・ユニバース（ドラックス）
  - ガーディアンズ・オブ・ギャラクシー
  - ガーディアンズ・オブ・ギャラクシー:リミックス
  - アベンジャーズ/インフィニティ・ウォー
  - アベンジャーズ/エンドゲーム
  - ソー:ラブ&サンダー
  - ガーディアンズ・オブ・ギャラクシー:VOLUME 3

フォレスト・ウィテカー
- エクスペリメント（バリス）
- クリスマスの贈り物（コーネル・コブス神父）
- フリーランサー NY捜査線（デニス・ラルー）

フランク・ランジェラ
- アンノウン（ロドニー・コール）
- グレース・オブ・モナコ 公妃の切り札（フランシス・タッカー神父）
- ドラフト・デイ（アンソニー・モリーナ）

フランキー・フェイソン
- ザ・ルーキー 40歳の新米ポリス!? シーズン4 -（クリストファー・カティ・クラーク）
- ザ・ルーキー: FEDS FBI新米捜査官ファイル（クリストファー・カティ・クラーク）
- ブルーブラッド 〜NYPD家族の絆〜（マイク・ジャフーズNY市警副署長）

ブルース・マッギル
- エリザベスタウン（ビル・バニヨン）
- 完全なる報復（ジョナス・キャントレル）
- ミディアム6 霊能者アリソン・デュボア（ジェリー・カーライル）
- リゾーリ&アイルズ ヒロインたちの捜査線（ヴィンス・コーサック）

ブレンダン・グリーソン
- ザ・コミー・ルール 元FBI長官の告白（ドナルド・トランプ）
- 白鯨との闘い（トム・ニカーソン）
- パディントン2（ナックルズ）
- フランク、アイルランドのダメ男。（リーアム）
- ミッション:インポッシブル2（ジョン・C・マクロイ）※テレビ朝日版

マシュー・グレイヴ
- ゲット スマート（シークレットサービス運転手）※テレビ朝日版
- CSI:マイアミ10 ザ・ファイナル #17（ラリー・ホッパーコーチ）
- リベンジ（ビル・ハーモン）

リチャード・ポートナウ
- ザ・スピリット（ドネルフェルド）
- トランボ ハリウッドに最も嫌われた男（ルイス・B・メイヤー）
- パーフェクト・ストレンジャー（ナーロン）
- ヒッチコック（バーニー・バラバン）
- THE MENTALIST メンタリストの捜査ファイル4 #1（囚人フィル）

ルイス・ガスマン
- コード・ブラック 生と死の間で（ジェシー・サラマンダー）
- ゴッドファーザー・オブ・ハーレム（アレハンドロ・"エル・グアポ"・ビラブエナ）
- モンテ・クリスト伯（ヤコポ）

#### 映画（吹き替え）
- アート・オブ・ウォー2（マーク・サラス）
- アーリャマーン EPISODE I 帝国の勇者（ジャラント王）
- アイ・アム・ナンバー4（ジェームズ保安官〈ジェフ・ホッチェンドナー〉）
- アイドル ワイルド（サンシャイン・エース、GW〈ビル・ナン〉）
- I love ペッカー（ハーブ・メイルボックス〈アラン・J・ウェンドル〉）
- アイランド（スタークウェザー・2・デルタ〈マイケル・クラーク・ダンカン〉）
- アイ,ロボット（ジョン・バーギン警部補〈シャイ・マクブライド〉）※ソフト版
- アクセル（マックス・ワグナー）※ソフト版
- 悪魔を見た（チャン〈チョン・グックァン〉）
- アドレナリン（ドン・キム〈キーオン・ヤング〉）
- アナトミー2（ミュラー・ラルース教授）
- アバター:ウェイ・オブ・ウォーター（スコーズビー〈ブレンダン・カウエル〉[75]）
- アマチュア（ムーア〈ホルト・マッキャラニー〉[76]）
- アマロ神父の罪（司教）
- アメイジング・スパイダーマン2（アレクセイ・シツェビッチ / ライノ〈ポール・ジアマッティ〉[77]）
- アメリカン・ギャングスター
- アラモ（デヴィッド・バーネット）
- ある日モテ期がやってきた（カークの父親〈アダム・ルフェーヴル〉）
- アンナと王様（判事〈ケネス・ツァン〉）※機内上映版
- イーグル・アイ（ジョージ・キャリスター国防長官〈マイケル・チクリス〉）
- 1911（張鳴岐）
- イルマーレ（ムルハーン）
- イン・ハー・シューズ（マイケル・フェラー〈ケン・ハワード〉）
- インファナル・アフェア 無間序曲（ハウの兄）※ソフト版
- インフォーマント!（ジェームズ・マチニク）
- ヴァージン・スーサイズ（ホーニッカー〈ダニー・デヴィート〉）
- ウインドトーカーズ（チャーリー・ホワイトホース〈ロジャー・ウィリー〉）※ソフト版
- ウインド・リバー（ベン〈グラハム・グリーン〉）
- ウォーキングトール2（ハップ）
- ウォーターワールド（プライアム〈ゼイクス・モカエ〉）※テレビ東京版
- URAMI 〜怨み〜（ラリー・ケース）
- エアフォース（ホーガン軍曹）
- エヴァンジェリスタ（カーロ神父〈アンディ・サーキス〉）
- X-MEN:フューチャー&パスト（リチャード・ニクソン大統領〈マーク・カマチョ〉）
- エディ・マーフィの劇的1週間（ジョニー・ホワイトフェザー〈トーマス・ヘイデン・チャーチ〉）
- エネミー・オブ・アメリカ（フィードラー〈ジャック・ブラック〉）※フジテレビ版
- エンパイア・オブ・ザ・ウルフ（グルディレック）
- オーシャンズ12（マツイ〈ロビー・コルトレーン〉）※ソフト版
- オードリー・ヘプバーン（アンドリュー・ウォルド[78]）
- 狼たちの鎮魂歌（エツィオ・タッディ）
- 大津波（ブリーゼ教授、ニッセン市長）
- お兄ちゃんはデンマザー（ピアソン教授）
- オフィスキラー（ランドー主任〈マイク・ホッジ〉）
- オンリー・ザ・ブレイブ（デュエイン・スタインブリンク〈ジェフ・ブリッジス〉）
- 快盗ブラック・タイガー（ラチャセーナー知事）
- 輝く夜明けに向かって（ジョー・スロヴォ）
- かけひきは、恋のはじまり（ファーガソン〈ウェイン・デュヴァル〉）
- 過去のない男（アンティラ）
- カサブランカ（フェラーリ）※スター・チャンネル版
- 花様年華（ミン）
- ガンジー（パテル〈サイード・ジャフリー〉）※ソフト版
- ガンシャイ（フルヴィオ・ネストラ〈オリヴァー・プラット〉）
- キャッチ・ミー・イフ・ユー・キャン（融資担当者）
- 宮廷画家ゴヤは見た（国王カルロス4世〈ランディ・クエイド〉）
- キラー・デンティスト（ウィルケス〈ジェフ・ドーセット〉）
- キング・アーサー（グレイビアード〈ミカエル・パーシュブラント〉）
- キング・コング（ハーブ）
- グアンタナモ、僕達が見た真実（アシフの父）
- グッドライアー 偽りのゲーム（ベニ）
- グラディエーター（カッシウス〈デヴィッド・ヘミングス〉、ヴァレリウス）※ソフト版
- 狂っちゃいないぜ（機長）
- クレイヴン・ザ・ハンター[79]
- クレイジー・イン・アラバマ（チェスター・ヴィンソン〈ブレント・ブリスコー〉、ウォルター・シュウェグマン〈ポール・マザースキー〉）
- クレイマー、クレイマー（スペンサー〈ジャック・ラマージュ〉）※BD版
- グローリー・ロード（ジョージ・マッカーティ）
- ケイブマン（コーク〈ピーター・マクニール〉）
- ゲット スマート（ララビー〈デヴィッド・ケックナー〉）※ソフト版
- ゲットバック（ホイト〈M・C・ゲイニー〉）
- 恋人はゴースト（ウォルシュ博士〈ロン・カナダ〉）
- 荒野のマニト（カール・マイ〈アレクサンダー・ヘルト〉）
- GODZILLA ゴジラ（スタン・ウォルシュ〈ゲイリー・チョーク〉[80][7]）
- サーフガールズ（ボー・カウイホ〈キーオン・ヤング〉）
- 最後の晩餐（元名小店の店主〈ユー・イェンカイ〉）
- ザ・エージェント（スティーヴ・レモ〈トビー・ハス〉）※日本テレビ版
- 刺さった男（アルカルド）
- ザ・スナイパー（デイヴィス〈コーリイ・ジョンソン〉）
- ザ・チャイルド（マイケルズ〈ステイシー・キーチ〉）
- ザ・テキサス・レンジャーズ（リー・シモンズ〈ジョン・キャロル・リンチ〉）
- THE MYTH/神話（スミス博士）
- ザ・メキシカン（リロイ〈ジェームズ・ガンドルフィーニ〉）※テレビ朝日版
- ザリガニの鳴くところ（ジャンピン）
- 猿の惑星/キングダム（ラカ〈ピーター・メイコン〉[81]）
- ザ・ロック（レイガート隊員〈マーシャル・R・ティーグ〉、レンジャー・ボブ）※日本テレビ版、（ダロウ大尉〈トニー・トッド〉）※テレビ朝日版
- シー・オブ・ラブ ※テレビ東京版
- 幸せになるための27のドレス（ハル・ニコルズ）
- ジェシカおばさんの事件簿
  - 南南西に進路を取れ（リチャード・ルーミス、サイラス・デイヴィス）
  - 寒い国から来た標的（マック・ロリンズ）
- シェナンドー河（機関士〈ストローザー・マーティン〉）※ソフト版
- 地獄の戦艦（ラングレット提督〈ジョン・ドーマン〉）
- シビル・ガン/楽園をください（ライト牧師）
- シャーロック・ホームズ ※劇場公開版
- シャーロック・ホームズ/ボヘミアの醜聞（サー・ジェームズ・ウォルター、モーガン教授）
- ジャスティス（ヴィック・W・ベッドフォード2等軍曹〈コール・ハウザー〉）
- シューター/無限射程（フリック〈マリオ・ヴァン・ピーブルズ〉）
- 自由な女神たち（ボブ・シュースター）
- ジュラシック・パークIII（エリンク・カルドソ〈ジュリオ・オスカー・メチョソ〉）
- ジョーカー:フォリ・ア・ドゥ（レイシー[82]）
- ジョン・カーター（タルドス・モリス〈キアラン・ハインズ〉）
- 新宿インシデント（ドゥー）
- SUPER8/スーパーエイト（ウッドワード〈グリン・ターマン〉）
- スーパーサイズ・ミー（ダリル・M・アイザック、ケリー・ブラウネル大学教授）
- スーパードッグ エア・バディ/ビーチバレーで危機一髪!（フィル）
- スーパーマン（ペリー・ホワイト〈ウェンデル・ピアース〉[83]）
- スカイライン -逆襲-（グラント〈ジェームズ・コスモ〉[84]）
- スコーピオン（ジェイ・ピーターソン〈ジョン・ロヴィッツ〉）
- スコーピオン・キング（ジェサップ〈ブランスコム・リッチモンド〉）※ソフト版
- スタートレックII カーンの逆襲（クラーク・テレル艦長〈ポール・ウィンフィールド〉）※ソフト版
- ストーン・コールド -影に潜む-
- ストレイト・ストーリー（ダニー・リアダン）
- スパイキッズシリーズ（フィリックス・ガム〈チーチ・マリン〉）
  - スパイキッズ ※ソフト版
  - スパイキッズ2 失われた夢の島
  - スパイキッズ3-D:ゲームオーバー
- スパイダーマン（エンリケ）
- 300 〈スリーハンドレッド〉 〜帝国の進撃〜（カシャニ）
- 聖なる嘘つき（マイヤー）
- SAFE/セイフ（エミール・ドチェスキー）
- セックス調査団（ファルド〈ニック・ノルティ〉）
- THEM ゼム（ズィン大臣）
- ゼロ・ダーク・サーティ（レオン・パネッタ〈ジェームズ・ガンドルフィーニ〉）
- 続・激突!/カージャック（スパロー）※スター・チャンネル版
- ダーク・シャドウ（ジョシュア・コリンズ〈イヴァン・ケイ〉）
- ダークナイト（ギリアン・B・ローブ市警本部長〈コリン・マクファーレン〉、マイケル・ワーツ刑事[85]）※テレビ朝日版
- タイガーランド（コータ二等軍曹〈コール・ハウザー〉）
- 第9地区（ピエト・スミット）
- 007シリーズ
  - 007/美しき獲物たち（ティベット卿〈パトリック・マクニー〉、警察署長）※ソフト版
  - 007/リビング・デイライツ（ウィティカー〈ジョー・ドン・ベイカー〉）※ソフト版
  - 007/慰めの報酬（外務・英連邦大臣〈ティム・ピゴット＝スミス〉）※BSジャパン版
- ダブル・ミッション（グレイズ〈ジョージ・ロペス〉）
- 魂のゆくえ（ジェファーズ〈セドリック・カイルズ〉）
- タロットカード殺人事件（スティーヴン・ライモン卿〈ジュリアン・グローヴァー〉）
- タワー・オブ・タイタンズ（アブドラサム、ジェルック、マラスピーノ枢機卿）
- タワーリング・インフェルノ（ロバート・ラムジー市長〈ジャック・コリンズ〉）※BSジャパン版
- 蝶の舌（アベリーノ）
- 沈黙の終焉（トム・ベントン〈バイロン・ギブソン〉）
- DCエクステンデッド・ユニバース（サイラス・ストーン〈ジョー・モートン〉）
  - バットマン vs スーパーマン ジャスティスの誕生[86]
  - ジャスティス・リーグ[87]
  - ジャスティス・リーグ:ザック・スナイダーカット[88]
- デイ・アフター・トゥモロー（ブッカー、キャンベル）※ソフト版
- デイ・ウォッチ
- ディノクロコダイル（ジャック州知事）
- デスペラード・イン・ウエスト（ウルヴァートン）
- DOA/デッド・オア・アライブ
- デッドライン2 爆炎の彼方（ラシード・アル・ファサル〈ディック・イスラエル〉）
- デッド・レイン（テッド〈オレク・クルパ〉）
- デトネーター（グリーンフィールド）※テレビ東京版
- テネイシャスD 運命のピックをさがせ!（謎の男〈ティム・ロビンス〉、JBの父〈ミート・ローフ〉）
- 天国の口、終りの楽園。（エステバン）
- 天才チンパンジー ジャック/スケートボードに挑戦（警官〈ロバート・コスタンゾ〉）
- デンジャラス・ビューティー2
- 10ミニッツ（フランク〈マイケル・チクリス〉）
- トール・テイル/パラダイス・ヴァレーの奇跡（ジョン・ヘンリー〈ロジャー・アーロン・ブラウン〉）
- トゥームストーン/ザ・リベンジ（レッド・キャヴァノー〈アンソニー・マイケル・ホール〉）
- トカレフ（ダニー・ドハーティ〈マイケル・マグレイディ〉）
- トナカイのブリザード（アルキメデス〈ケヴィン・ポラック〉）
- ドミノ（ドレイク・ビショップ〈ダブニー・コールマン〉）
- トラブル・イン・ハリウッド（ブルース・ウィリス）
- トランボ ハリウッドに最も嫌われた男（オットー・プレミンジャー〈クリスチャン・ベルケル〉）
- ドルフ・ラングレン 処刑鮫（ルイス・ギャロウェイ）
- ナイト・ウォッチ（セミョーン）
- ナショナル・トレジャー（ニコルズ博士）
- ナショナル・トレジャー リンカーン暗殺者の日記
- なんちゃって家族（ドン・フィッツジェラルド〈ニック・オファーマン〉）
- ナンバー23（シリウス・リアリー〈バッド・コート〉）
- ニューオーリンズ・トライアル（ドイル〈ニック・サーシー〉）
- ノーカントリー（ウェルズの雇い主〈スティーヴン・ルート〉）
- ノボケイン/局部麻酔の罠（ラント刑事〈キース・デイヴィッド〉）
- バーティカル・リミット（ラスル少佐〈テムエラ・モリソン〉）※ソフト版
- ハート・ロッカー（リーズ大佐〈デヴィッド・モース〉）
- ハイスクール・ミュージカル/ザ・ムービー（ケロッグ）
- ハイロー・カントリー（リーヴァイ・ゴメス）
- 博士の異常な愛情（“バット” グアノ大佐〈キーナン・ウィン〉）※ソフト版
- バック・トゥ・ザ・フューチャー PART3（酒場の老人#3〈ダブ・テイラー〉）※BSジャパン版
- バットマン ビギンズ（カーマイン・ファルコーニ〈トム・ウィルキンソン〉）※フジテレビ版
- バッファロー・ドリーム（ジョン・ブラックホース〈グラハム・グリーン〉）
- バトル・ライン（ウォーレン・ケイン〈ディーン・ノリス〉）
- パパがママでママがパパ!?（ハワード・クレプキ）
- 薔薇の眠り（ピータース〈ピーター・リーガート〉）
- ハリー・ポッターシリーズ（バーノン・ダーズリー〈リチャード・グリフィス〉）
  - ハリー・ポッターと賢者の石
  - ハリー・ポッターと秘密の部屋[89]
  - ハリー・ポッターとアズカバンの囚人
  - ハリー・ポッターと不死鳥の騎士団
  - ハリー・ポッターと死の秘宝 PART1
- ハリケーン・チェイサー（ブライアン・ニューマイヤー）
- ハンコック（重役〈ブラッド・リーランド〉）
- バンディダス（ドン・ディエゴ・サンドヴァル〈イスマエル・イースト・カルロ〉）
- ハンニバル（ボブ・スニードBATF捜査官）※テレビ朝日版
- PAN 〜ネバーランド、夢のはじまり〜（ビショップ〈ノンソー・アノジー〉[90]）
- 引き裂かれたカーテン（グスターヴ・リント教授〈ルドウィッグ・ドナス〉）※BD版
- 陽だまりのグラウンド
- ビッグ・トラブル in NY（ラルフ・クラムデン〈セドリック・ジ・エンターテイナー〉）
- ヒットマン（ブワナ・オヴィ〈エリック・エブアニー〉）
- ピノキオ（ストロンボリ〈ジュゼッペ・バッティストン〉[91]）
- ビバ!ラブ・バッグ（プリンドル〈ジョン・ヴァーノン〉）※ディズニー版
- ピラニア リターンズ（デピュティ・ファロン〈ヴィング・レイムス〉[92]、クレイトン〈ゲイリー・ビジー〉）
- ピンク・モーテル（タンジュリン〈ロバート・ワグナー〉）
- フェイク・フィアンセ（アル）
- フェイス/オフ（ウォルトン看守〈ジョン・キャロル・リンチ〉）※フジテレビ版
- THE 4TH KIND フォース・カインド（アウォロウ〈ハキーム・ケイ＝カジーム〉）
- 4デイズ（ポールソン将軍）
- 不思議の国のアリス（フレッド・トイードルディ〈ジョージ・ウェント〉、王様〈サイモン・ラッセル・ビール〉）
- ブラックバード・ライジング（セッラ将軍）
- ブラック・レイン（アボラフィア）※ソフト版
- ブラッド・スローン（ジェリー・"ビースト"・マニング〈ホルト・マッキャラニー〉）
- プラトーン（キング〈キース・デイヴィッド〉）※テレビ東京版
- PLANET OF THE APES/猿の惑星（クラル〈ケイリー＝ヒロユキ・タガワ〉[93]）※ソフト版
- プリズン・フリーク（シャナハン〈デヴィッド・ケックナー〉）
- プリンセス・プロテクション・プログラム（マグナス・ケイン将軍）
- ブルース・ブラザース（バートン・マーサー警部補〈ジョン・キャンディ〉、モーリー・スライン、クラリオン・レコードの社長）※BD版
- ブルービートル（ルディ・レイエス〈ジョージ・ロペス〉）
- ブルドッグ（タイ・フロスト）※テレビ東京版
- ブロークバック・マウンテン（ランドール・マローン〈デヴィッド・ハーバー〉）
- フロスト×ニクソン（ボブ・ゼルニック〈オリヴァー・プラット〉）
- ヘイトフル・エイト（ボブ〈デミアン・ビチル〉）
- ベイビーママ（判事〈ジェームズ・レブホーン〉）
- ヘイル、シーザー!（カダヒー）
- ヘヴンズ・バーニング（ブルジャン）
- ベスト・バディ（ラリー）
- 保険調査員フランク25（マッドマン / ラリー・マクラスキー〈ランディ・クエイド〉）
- ボラット 栄光ナル国家カザフスタンのためのアメリカ文化学習（ボブ・バー）
- マイアミ・バイス（マーティン・カステロ〈バリー・シャバカ・ヘンリー〉）※ソフト版
- マイ・ボディガード（ヴィクトル・フエンテス）※ソフト版
- マキシマム・リスク（ルーミス）※テレビ朝日版
- マペットの夢みるハリウッド（ドク・ホッパー〈チャールズ・ダーニング〉、テリー・サバラス）※Disney+版
- マルホランド・ドライブ
- マンティコアvsU.S.A.（トニー・バクスター軍曹〈ロバート・ベルトラン〉）
- Mr.3000（ガス・パナス〈ポール・ソルヴィノ〉）
- Mr.ノボカイン（アール[94]）
- 未知への飛行（ブラック将軍〈ダン・オハーリー〉）
- ミッドナイト・イン・パリ（ジョン〈カート・フラー〉）
- 南アフリカから来た友だち（ロン・デラムズ〈カール・ランブリー〉）
- ミミック2（ルー）
- 未来少女ゼノン（エドワード・プランク司令官）
- ミラクル・ニール!（チーフ宇宙人の声〈ジョン・クリーズ〉）
- ミラグロ/奇跡の地（ラッド・デヴァイン）
- ムーラン（チアン軍曹〈ロン・ユアン〉[95]）
- メランコリア（ジャック〈ステラン・スカルスガルド〉）
- メルキアデス・エストラーダの3度の埋葬（ドン・カシミロ）
- U.M.A レイク・プラシッド3（トニー・ウィリンジャー保安官〈マイケル・アイアンサイド〉）
- 勇者たちの戦場（ハンク・イェーツ）
- 夜に生きる（ゲイリー・L・スミス〈アンソニー・マイケル・ホール〉）
- ライフ・アクアティック（ペレ・ドス・サントス〈セウ・ジョルジ〉）
- ラスト・ショット（ウォリー・ケーミン〈ジョン・ポリト〉）
- ラスベガスをやっつけろ（判事〈ハリー・ディーン・スタントン〉）※旧ソフト版
- ラッキー・ユー（トミー）
- ラ・ワン（バーロン）
- リクルート
- リベンジ・リスト（デニス〈クリストファー・メローニ〉）
- ルーニー・テューンズ:バック・イン・アクション（スクービー・ドゥー）
- 霊視（レン）
- レジェンド・オブ・メキシコ/デスペラード（ラミレス〈ルーベン・ブラデス〉）
- REC/レック4 ワールドエンド（リカルテ医師〈エクトル・コロメ〉）
- レッド・ウォーター/サメ地獄（デイル）※テレビ東京版
- ローマの休日（ヘネシー支局長〈ハートリー・パワー〉）※PDDVD版、（ボナコーヴェン[96]）※日本テレビ版2
- ローマ法王の休日（ヴァチカン報道官〈イェジー・シュトゥル〉）
- ローラーボール ※テレビ東京版
- ローン・レンジャー（ジョー）
- ロシアン・ルーレット（ロナルド・リン・バッジェス〈レイ・ウィンストン〉）
- ワイルドグリズリー（フィリップス）
- ワイルド・ワイルド・ウエスト
- ワルキューレ（カール・ゲルデラー〈ケヴィン・マクナリー〉、砂漠の将軍〈バーナード・ヒル〉）
- わんわん物語（ブル）

#### ドラマ
- iCarly（ランディ・ジャクソン）
- 赤と黒（ホン・ジョンス〈チョン・グックァン〉）※NHK版
- アグリー・ベティ（ジョディ・ペネッテ〈ロン・ギルバート〉、ラルフ）
- アトミック・トレイン（フォード将軍〈ドン・S・デイヴィス〉）※テレビ朝日版
- アメリカン・ゴッズ（アヌビス / ジャッケル〈クリス・オビ〉）
- アリー my Love（スターク〈デイキン・マシューズ〉）
- アンダーカバー・ボス5 社長潜入調査（マイク・ブルーム）
- ER緊急救命室
  - シーズン5 #4、#8（ドアマン〈フィル・リダレッリ〉）、#16（キャル〈ジム・Ｒ・コールマン〉）
  - シーズン6 #3（ダンカン）、#21（スティーブ・オブライエン〈ルイス・マスティーロ〉）
  - シーズン8 #12（ロス）
  - シーズン11 #16（ピート・ジャクソン〈アーマンド・モリーナ〉）
- 凍てつく楽園 〜森に眠る少女〜
- 倚天屠龍記（謝遜〈ザン・ジンシェン〉、栄遠橋）
- WALKER/ウォーカー（ボナム・ウォーカー〈ミッチ・ピレッジ〉[97]）
- 宇宙船レッド・ドワーフ号 シーズン11（ヘリング）
- エージェント・オブ・シールド #10（エディソン・ポー〈カレン・ダグラス〉）
- エイリアニスト（J・P・モルガン〈マイケル・アイアンサイド〉）
- X-ファイル 2016（チャーリー・スカリー〈声のみ〉、ダリル・ランドリー）
- NCIS 〜ネイビー犯罪捜査班 シーズン2 #5（ジミー・“ジミーナップス”・ナポリターノ〈ロバート・コスタンゾ〉）
- NCIS:LA 〜極秘潜入捜査班 シーズン6 #3（マイケル・トーマス議長〈ジョン・ハード〉）
- NCIS:ニューオーリンズ
  - シーズン2 #13（ランディ・ウィルソン〈ブライアン・マクナマラ〉）
  - シーズン5 #4（ウィルキンス）
- エバーウッド 遥かなるコロラド（アーヴ・ハーパー、ナレーター〈ジョン・ビーズリー〉）
- F.B.EYE!! 相棒犬リーと女性捜査官スーの感動!事件簿 シーズン1 #4（カリール・ファリド）
- エレメンタリー ホームズ&ワトソン in NY
- 王女ピョンガン 月が浮かぶ川（平原王〈キム・ボムレ〉[98]）
- OZ/オズ（ピアース〈メイル・ベイビー・アレクサンダー〉、キペケミー・ジャラ〈ゼイクス・モカエ〉、ジョセフ・ミネオ）
- 華麗なるペテン師たち4（ジョナサン）
- キャプティブ:人質事件の全貌（ラミ・ハーカム大佐、アート・テイト）
- 救命医ハンク セレブ診療ファイル シーズン2 - 3（ジム・ハーパー〈マイケル・マルヘレン〉）
- キリング・カインド 〜危険な関係〜（ピーター・スチュアート判事〈リチャード・ディクソン〉）
- クリミナル・マインド FBI行動分析課
  - シーズン4 #24（ホイットワース〈ダン・ラウリア〉）
  - シーズン5 #15（ケンデレン神父〈ラリー・クラーク〉）
  - シーズン5 #23 シーズン6 #1（ビリー・フリン〈ティム・カリー〉）
  - シーズン8 #14（ブルース・モリソン〈ケン・オリン〉）
  - シーズン15 #9（デルヴィン・ウィーヴァー〈グレアム・ベッケル〉）
- クリミナル・マインド 特命捜査班レッドセル（カール）
- GRIMM/グリム シーズン5 #9（マーク・ホロウェイ〈ウェイド・ウィリアムズ〉）
- クロウ〜天国への階段（ダリル・アルブレット刑事〈マーク・ゴメス〉）
- クワンティコ/FBIアカデミーの真実（マーシャル・フリードFBI管理官〈ダニエル・カッシュ〉）
- 刑事フォイル（サー・レジナルド・ウォーカー）
- コールドケース6 #11（ローランド・ヒューズ元機長〈ブレット・ハルゼー〉）
- GOTHAM/ゴッサム（サルヴァトーレ・マローニ〈デイヴィッド・ザヤス〉）
- ザ・クラウン ハイタワー・ジャック（フュールマン〈アンドレアス・シュミッド・スカーラー〉）※VHS版
- THE FIRM ザ・ファーム 法律事務所（リチャード・ケラー）
- ザ・ミドル 〜中流家族のフツーの幸せ
- THE BRINK/史上最低の作戦（ピアース・グレイ〈ジェフ・ピアソン〉）
- CSI:科学捜査班
  - シーズン6 #7 #8（ボビー・ドウソン）
  - シーズン11 #21（フィル・ベイカー〈ディーン・ノリス〉、ティンズデール）
- CSI:ニューヨーク
  - シーズン5 #23（タルマッジ・ネヴィル〈チャールズ・S・ダットン〉）
  - シーズン6（テリー・カインズ〈グレアム・ベッケル〉）
  - シーズン9 ザ・ファイナル #14（ラファエル・“レイ”・トートゥッチ〈ダニエル・ローバック〉）
- CSI:マイアミ #19（エドワード・ヒンクル / フランク〈ネスター・セラーノ〉）
- CSI:サイバー（アンドリュー・マイケルズ〈ブレント・セクストン〉）
- しあわせの処方箋（ブライス〈シャイ・マクブライド〉）
- ジャーナリスト事件簿〜匿名の影〜（フランク）
- ジュビリー 〜ボリウッドの光と影〜
- 笑傲江湖（方証大師）
- 新刑事コロンボ 殺意のナイトクラブ（リンウッド・コーベン）※BD版
- 新チャーリーズ・エンジェル #1（ロジャー・フィスク）、#2（フランシスコ・ゴンザレス）、#6（スティーヴン・レシャー）
- 神鵰侠侶（洪七公）
- SUITS/スーツ4（ジョー・ヘンダーソン〈マイケル・ハーネイ〉）
- SCORPION/スコーピオン シーズン2（タンニストン判事〈レスリー・デヴィッド・ベイカー〉）
- STARTUP スタートアップ（ウェス・チャンドラー〈ロン・パールマン〉）
- スタートレック:ディープ・スペース・ナイン シーズン7 #8（ヴァーガス〈レイモンド・クルス〉）
- スタートレック:ヴォイジャー（ガロン〈スコット・ローレンス〉）
- ゾウズ・フー・キル2 殺意の深層（ヤコブ・ジャコフスキー）
- ソドムとゴモラ（アブラム〈リチャード・ハリス〉）
- ソウルメイト（デイビッド・マドックス〈デヴィッド・コスタビル〉）
- そりゃないぜ!? フレイジャー シーズン2 #5（デューク〈ジョン・ラモッタ〉）
- 続ハリーズ・ロー 裏通り法律事務所（フランクリン・チッコリー〈ジョージ・ウェント〉）
- タイタニック 愛と偽りの航海（エドワード・J・スミス船長〈デヴィッド・コールダー〉）
- CHASE/逃亡者を追え! #18（ホーキンズ〈ウェイド・ウィリアムズ〉）
- 地底探検/アース・エクスプローラーズ（マクニフ〈ヒュー・キース・バーン〉）
- ツイン・ピークス The Return（フィリップ・ジェラード〈アル・ストロベル〉）
- デスパレートな妻たち3（ジェリー刑事〈リック・フィッツ〉）
- DEUCE/ポルノストリート in NY（ルディ・ピピロ〈マイケル・リスポリ〉）
- デューン/砂の惑星（レト・アトレイデス公爵〈ウィリアム・ハート〉）
- ナイトビジョン（カンペール・ベン〈ブライアン・デネヒー〉、ブリッグズ大佐）
- ナイトライダー NEXT（デミトリ・カスポロフ）
- NUMBERS 天才数学者の事件ファイル シーズン3（ウィリアム・ブラッドフォード〈ウェンデル・ピアース〉）
- NIKITA / ニキータ（リチャード・エリソン〈デヴィッド・キース〉）
- ノンストップ・スリラー「暴走地区-ZOO-」（ロバート・オズ教授〈ケン・オリン〉）
- ハーパーズ・アイランド 惨劇の島（マットリー・ミルズ保安官〈ジム・ビーヴァー〉）
- バーン・ノーティス 元スパイの逆襲
  - シーズン2 #11 シーズン4 #15（トニー・ソト）
  - シーズン3 #10（コナー・ジョンソン〈ジュード・チコレッラ〉）
  - シーズン4 #7（マーヴ〈リチャード・カインド〉）
- ハイ・インシデント/警察ファイルJ（フレディ〈マイク・スター〉）
- バフィー 〜恋する十字架〜（モンスター）
- パムの秘密-ある主婦の知られざる顔-（キース・モリソン〈本人〉[99]）
- HAWAII FIVE-0
  - シーズン3 #12（トリック・ロス〈スコット・マイケル・モーガン〉）
  - シーズン7 #11（ホルヘ・モラレス）#22（フォアマン建設監督〈ブライアン・マクナマラ〉）
  - シーズン8 #25（ヴァシリ・シロコフ艦長代理〈コスタス・マンディロア〉）
- 反撃のレスキュー・ミッション（ムガベ首相）
- 犯罪心理分析官インゲル・ヴィーク〜消えた大統領〜（デール・タイラー〈ビリー・キャンベル〉）
- 犯罪捜査官ネイビーファイル（レイ・ディラード兵曹長〈スティーブ・ランキン〉、ロスコー・マーティン〈ケヴィン・コンウェイ〉）
- ビッグバン★セオリー7/ギークなボクらの恋愛法則 #14（ジェームズ・アール・ジョーンズ）
- フェリシティの青春（ロイド〈ケビン・G・サザーランド〉）
- フュード/確執 ベティ vs ジョーン（ロバート・アルドリッチ〈アルフレッド・モリーナ〉）
- プライベート・プラクティス4 #12（エイブ〈ポール・ドゥーリイ〉）
- プライミーバル シーズン2 #3（ウエスト）※NHK版
- プライムターゲット 狙われた数列
- フラッシュフォワード（テッド・フロッソ〈リッキー・ジェイ〉、ポール・ベッカー）
- プリズン・ブレイク シーズン2 #16 #17
- THE BRIDGE/ブリッジ（マーティン・ローデ〈キム・ボドゥニア〉）
- ヘリコップ（ハーゲン・ダールベルク〈ペーター・シモニスチェク〉）
- ボードウォーク・エンパイア 欲望の街
- BONES
  - シーズン3 #11（ジャック・カトラー〈ジェームズ・ブラック〉）
  - シーズン10 #14（エリック・シムズ〈エリック・アラン・クレイマー〉）
- ホテル ハルシオン（サンクレール伯爵）
- ホワイトカラー
  - シーズン2 #2（レジー・メイフィールド〈マイケル・マルヘレン〉）
  - シーズン6 #2（デイヴィッド・ピラー〈マイケル・ポッツ〉）
- マードック・ミステリー 〜刑事マードックの捜査ファイル〜（ストックトン、アイザック・ベーグルマン）
- マンダロリアン（グリーフ・カルガ〈カール・ウェザース〉[100]）
- 名探偵ポワロ ※NHK版
  - アクロイド殺人事件（マスター）
  - ホロー荘の殺人（ヴィクター）
  - 死との約束（発掘現場の案内人）
- 名探偵モンク6（監督）
- THE MENTALIST メンタリストの捜査ファイル
  - シーズン2 #18（ジョセフ・シルバーウィング〈ウェス・ステュディ〉）
  - シーズン4 #1（ウェイド刑事〈ダニエル・ローバック〉）
  - シーズン3 #2 シーズン5 #22 シーズン7 #9（ピート・バーソッキー〈M・C・ゲイニー〉）
- ヤング・スーパーマン ファイナル・シーズン（フォーチュン）
- ラスト・タイクーン（パット・ブラディ〈ケルシー・グラマー〉）
- ラスベガス #3（ドニー・ロリンズ〈スティーヴン・トボロウスキー〉）
- ラッシュアワー #11（ホルト警部補〈トム・ライト〉）
- レバレッジ 〜詐欺師たちの流儀 シーズン3 #13（マーク・ベクター〈スペンサー・ギャレット〉）
- LAW & ORDER:性犯罪特捜班 #2（ロバート・シダースキー）
- ローマ警察殺人課アウレリオ・ゼン 3つの事件（レオ・モスカーティ〈スタンリー・タウンゼント〉）
- 私はラブ・リーガル #9（ウォーレン・ガンサー〈ブレット・ライス〉）

#### アニメ
- オープン・シーズン2 ペット vs 野生のどうぶつたち（ブーグ）
- オープン・シーズン3 森の仲間とゆかいなサーカス（ブーグ）
- オープン・シーズン4 おおかみ男とひみつの森（ブーグ）
- おさるのジョージ（ドッグトレーナーのバーカー）
- おさるのジョージ2/ゆかいな大冒険!（ピカデリー）
- おさるのジョージ4/王子でござーる!（市長）
- おさるのジョージ6/いざ出航!キャプテン・ジョージ（エルマー）
- カーズシリーズ（テックス・ダイナコ）
  - カーズ（ピータービルト、ジェリー・リサイクルド・バッテリーズ、サリー）
  - カーズ/クロスロード
- カールじいさんの空飛ぶ家（トム）
- カンフー・パンダ2（ポーの父）
- ごきげん ジミー!
- 腰抜けヒーロー大冒険!!（ロバート）
- ザ・スター はじめてのクリスマス
- ザ・スーパーマリオブラザーズ・ムービー（クランキーコング）
- ザ・バットマン（クルーマスター）
- サウスパーク（チャーリー）
- ジャッキー・チェン・アドベンチャー（トール）
- シュガー・ラッシュ:オンライン（ブッチャー・ボーイ[101]）
- 少女チャングムの夢
- スター・ウォーズ ドロイドの大冒険（ビサド・クーン総督）※DVD版
- スクービー・ドゥーシリーズ（スクービードゥー）
  - スクービー&スクラッピードゥー
  - ビー・クール スクービー・ドゥー!
  - LEGO(R)スクービー・ドゥー: モンスターズ・ハリウッド
  - 弱虫スクービーの大冒険[102]
  - ビリー&マンディ
- スパイダーマン&アメイジング・フレンズ（ブロックバスター監督）
- ちいさなプリンセス ソフィア（アーウィン先生）
- ティーン・タイタンズ（トライデント）
- 長ぐつをはいたネコと9つの命（パパベア[103]）
- ネッズニュート（ニュートン）
- BIONICLE2 メトロ・ヌイの伝説（ウェヌア）
- ハイ・ホー7D（ごきげん）
- バットマン（カール・ロッサム〈2代目〉）
- バットマン・ザ・フューチャー 蘇ったジョーカー（ティム・ドレイク）
- パラダイス警察（クロフォード署長）
- バンザイ! キング・ジュリアン（パイナップル、ワニ大王）
- 万聖街（村長）
- びっくりマジック・ファミリー（グレゴール）
- ファンタスティック・フォー（ベン・グリム / ザ・シング）
- ピンキー&ブレイン（スノーボール、ロビン・フッド 他）
- フィリックス・ザ・キャット（マスターシリンダー）
- ヘラクレス（アキレス、キューピッド、イアソン 他）
- ペンギンズ FROM マダガスカル ザ・ムービー（デーブ / オクト博士[104]）
- ホーム 宇宙人ブーヴのゆかいな大冒険（スメック船長）
- ホワット・イフ...?（ドラックス）
- マイ・エレメント（バーニー[105]）
- ミラキュラス レディバグ&シャノワール（サンタ / サンタクロウズ）
- ヨセフ物語 〜夢の力〜

#### テレビ番組
- アプレンティス4/セレブたちのビジネス・バトル（ミートローフ）
- ザ・メタ・シークレット（ジョー・ヴィターレ博士）

### テレビドラマ
- 太陽にほえろ! 第175話「偶像」（1985年、テレビ朝日）
- 火曜サスペンス劇場（テレビ朝日）
  - 博多長崎殺人行（1986年）
  - 弁護士・朝日岳之助・7「逆転証人」（1996年）
- 金曜女のドラマスペシャル / 北陸L特急殺しの双曲線（1987年、フジテレビ）
- わたしってブスだったの?（1993年、TBS）
- 誘惑の夏（1993年、フジテレビ）
- 金曜エンタテイメント / ざけんなヨ! 第7シリーズ（1994年、フジテレビ）
- 大河ドラマ
  - 徳川家康（1983年） - 小谷甚左衛門
  - 春の波涛（1985年） - 座員
  - 秀吉（1996年） - 会合衆の男
- 土曜ワイド劇場（テレビ朝日）
  - 信濃路あずみ野殺人行（1987年）
  - 愛と死の境界線 隣人との悲しき争い（2011年）
- 水曜ドラマスペシャル / 上役が遺した愛人（TBS）
- 大地の子（1995年）
- 新・半七捕物帳 第14話「絵馬」（1997年、NHK）
- 鉄甲機ミカヅキ（2000年、フジテレビ） - 花山千吉
- ATHENA -アテナ-（2010年、テレビ東京） - 麻宮太郎
- 真夜中の百貨店〜シークレットルームへようこそ 第18話（2016年、BSジャパン）

### 映画
- ゼロウーマン
- 雷電（1994年）
- ラブレター（1995年）
- モスラ3 キングギドラ来襲（1998年）
- ガメラ3 邪神覚醒（1999年）
- テルマエ・ロマエ（2012年） - ローマ軍兵士の声
- テルマエ・ロマエII（2014年） - ローマ軍兵士の声

### 特撮
- ビーロボカブタック第18話（1997年、居酒屋の店主）
- スーパー戦隊シリーズ
  - 救急戦隊ゴーゴーファイブ（1999年、ジュウキの声）
  - 特捜戦隊デカレンジャー（2004年、ブンターの声）
  - 炎神戦隊ゴーオンジャー（2008年、ウズマキホーテの声）
  - 侍戦隊シンケンジャー（2010年、オボロジメの声）
  - ナンバーワン戦隊ゴジュウジャー（2025年、お祭りノーワンの声[106]）

### ボイスオーバー
- スーパープレゼンテーション（NHKワンセグ2）
  - 「伝説の綱渡り師が語る半生」（フィリップ・プティの声）
- 地球ドラマチック（NHK教育）
  - 「ハーレムから世界へ〜黒人ンバスケットボールチームの軌跡〜」（2005年）
  - 「オーストラリア 巨大サメが襲われた!」（2013年）
  - 「砂漠に出現!“円形ビル”〜建設の秘密に迫る〜」（2013年）
  - 「スペース・ダイブ 〜成層圏からの超音速降下〜」（2013年）
  - 「生きた化石 カブトガニ 〜知られざる太古の力〜」（2014年）
  - 「フルーツハンター 〜未知の果物を探せ〜」（2014年）
  - 「よみがえるアイスマン 〜科学とアートが明かす謎〜」（2017年）
- BS世界のドキュメンタリー（NHK-BS1）

### CM
- キリン ビール工場できたて出荷
- NTTデータ通信
- サッポロ 博多蔵出し
- 新興産業 サイデリア
- ダイショー 焼肉のタレ
- 住都公団
- バイオテックヘアー
- CoCo壱番屋カレー

### PV
- NEETING LIFE ニーティング・ライフ 1巻発売PV（2022年、城築譲司[107]）
- おじさんがなぜか可愛い。1巻発売記念PV（2023年、小野本[108]）

### 舞台
- 夜明け前
- 危機一髪
- めいっぱい夢いっぱい
- 音楽劇ブッダ
- 谷間の女たち（ベニサンピット）
- 奇妙な果実
- 帝国こころの妻
- フィガロの結婚
- ピアフ
- 調理場
- 美女と野獣
- 教員室
- 阿Q外傳
- はなれ瞽女おりん
- 絵姿女房
- シラノ・ド・ベルジュラック
- カルメン
- 阿国
- ドラゴンクエスト
- 藪原検校
- 雪国
- 犀
- 三文オペラ
- あわれ彼女は娼婦
- 土曜・日曜・月曜
- 越前竹人形
- 雨
- 天使たちは廃墟に翔く
- トム・ファーベルの伝説
- 今ひとたびの修羅
- ブルーストッキングの女たち
- 近松心中物語
- 雪ごよみ越の娘ら
- 飢餓海峡
- 錆びた河
- クサの瞳の中に
- スージーウォンの世界
- ああ!家族
- 美しきものの伝説
- もとの黙阿弥
- 幽霊船ネプチューン
- 噂の二人
- クリスティーン・その愛のかたち」
- 第2回マウスプロモーション本公演「新版・相続法概説」
- 第3回マウスプロモーション本公演「桜の田」
- マウスプロモーション50周年記念公演「ぼくの好きな先生」[109]

### その他コンテンツ
- キル・ビル Vol.1 アニメパート（松本親分）
- 東京ディズニーシー レイジングスピリッツ（ナレーション）
- フレッシュプリキュア! ミュージカルショー〜うたって おどって しあわせゲットだよ!!〜（王様）
- モンスターズ・ユニバーシティ 予告編（ジェームズ・P・サリバン）
- わたしたちのくらし（レポーター）